# 사계절문학상
사계절문학상은 사계절출판사가 주관하는 문학상이다.

## 역대 수상 작품
- 2003년 1회 이재민 <사슴벌레 소년의 사랑>
- 2004년 2회 이옥수 <푸른 사다리>[1]
- 2005년 3회 (수상작 없음)[2]
- 2006년 4회 신여랑 <몽구스 크루>
- 2007년 5회 (수상작 없음)
- 2008년 6회 김해원 <열일곱 살의 털>
- 2009년 7회 (수상작 없음)[3]
- 2010년 8회 박지리 <합체>
- 2011년 9회 이송현 <내 청춘, 시속 370km>
- 2012년 10회 홍명진 <우주 비행>[4]
- 2013년 11회 김선희 <더 빨강>
- 2014년 12회 최상희 <델 문도>
- 2015년 13회 (수상작 없음)
- 2016년 14회 탁경은 <싸이퍼>
- 2017년 15회 누구나 경험해봤을 사랑의 기억과 어디선가 그 기억을 현재형으로 앓고 있을 지금의 청소년들이 동시에 떠올리게 하는 김진나 <소년아, 나를 꺼내 줘>[5]
- 2018년 16회 정은 <산책을 듣는 시간>
- 2019년 17회 (수상작 없음)
- 2020년 18회 조우리 <오, 사랑>